# 吕卡
吕卡（法語：Ruca，法語發音：[ʁyka]）是法国阿摩尔滨海省的一个市镇，位于该省东北部，属于迪南区。

## 地理
吕卡（48°34'2"N, 2°20'22"W）面积12.13 平方千米，位于法国布列塔尼大區阿摩尔滨海省，该省份为法国西北部沿海省份，位于布列塔尼半岛北部，北濒大西洋英吉利海峡，西接菲尼斯泰尔省，南至莫尔比昂省，东临伊勒-维莱讷省。
与吕卡接壤的市镇（或旧市镇、城区）包括：埃南比昂、普莱布勒、圣波唐。

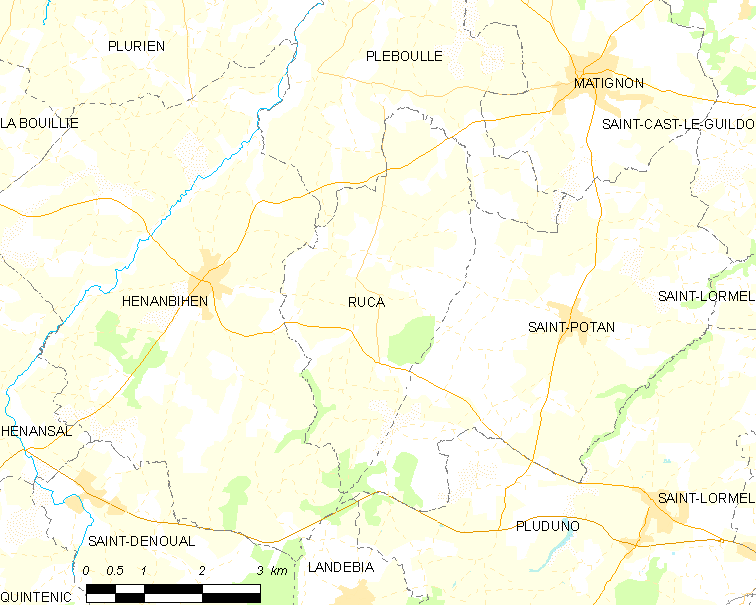
吕卡的OSM定位图

吕卡的时区为UTC+01:00、UTC+02:00（夏令时）。

## 行政
吕卡的邮政编码为22550，INSEE市镇编码为22268。

## 政治
吕卡所属的省级选区为普莱讷夫-瓦勒安德烈县。

## 人口

1962-2008年间吕卡人口变化图示

吕卡于2022年1月1日时的人口数量为596人。